# Gonepteryx amintha
Gonepteryx amintha är en fjärilsart som först beskrevs av Blanchard 1871.  Gonepteryx amintha ingår i släktet Gonepteryx och familjen vitfjärilar. Inga underarter finns listade i Catalogue of Life.